# Veranda's Willems Cycling Team

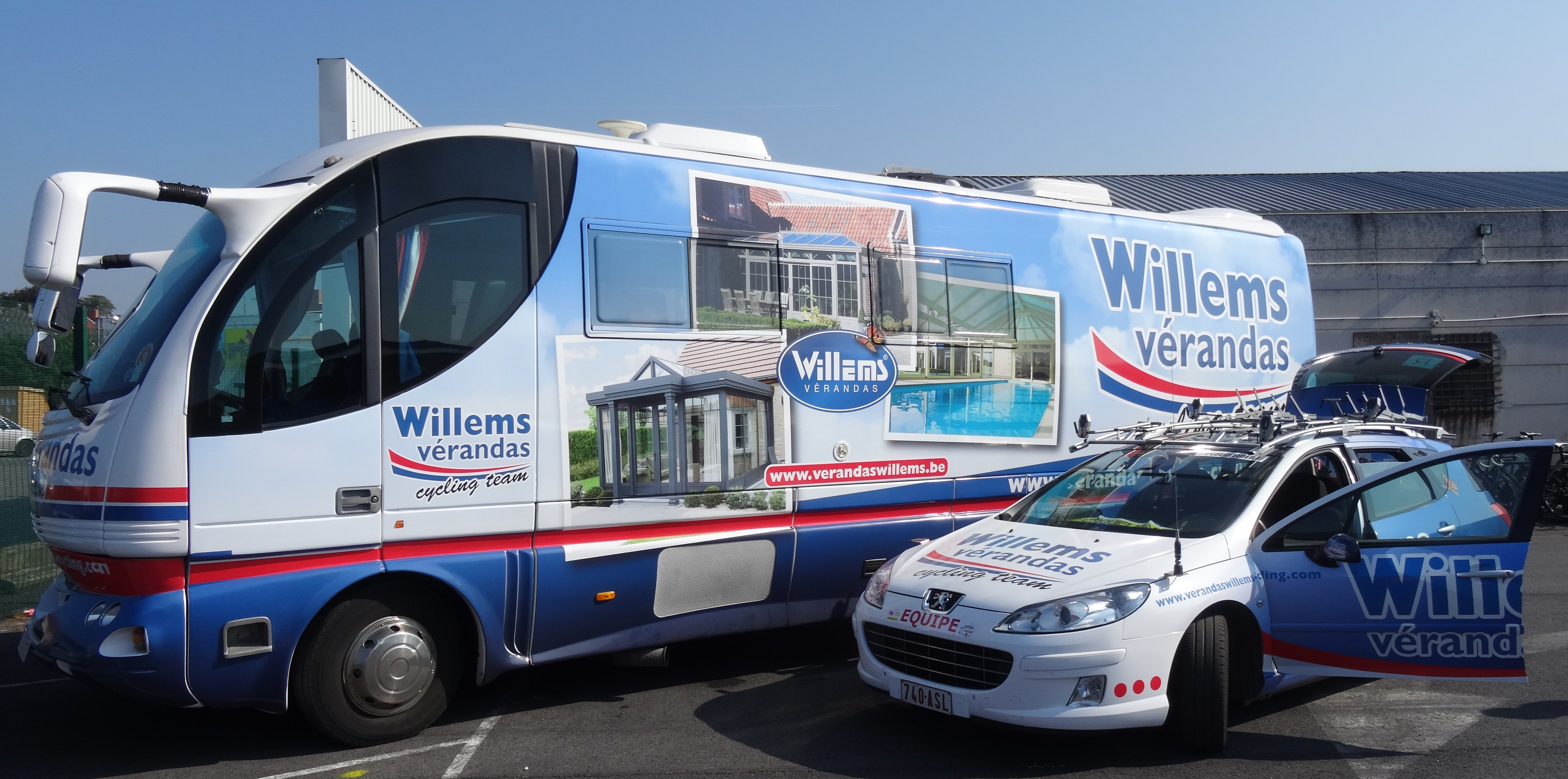
Vehicles de l'equip al 2014

L'equip Veranda's Willems Cycling Team (codi UCI: VWT) va ser un equip ciclista belga, de ciclisme en ruta amb categoria continental.
El 2017 es va fusionar amb part de l'equip Crelan-Vastgoedservice i es va crear el Vérandas Willems-Crelan, un equip amb categoria Continental professional.
Fundat el 2013, no s'ha de confondre amb l'anterior Veranda's Willems de 2008 a 2011.

## Principals resultats
- Fletxa del Sud: Gaëtan Bille (2014)
- Gran Premi de la vila de Pérenchies: Gaëtan Bille (2014), Dimitri Claeys (2015), Timothy Dupont (2016)
- Tour de Normandia: Dimitri Claeys (2015)
- París-Arras Tour: Joeri Calleeuw (2015), Aidis Kruopis (2016)
- Circuit de Valònia: Stef Van Zummeren (2015)
- Internationale Wielertrofee Jong Maar Moedig: Dimitri Claeys (2015)
- Ronda van Midden-Nederland: Olivier Pardini (2015)
- Giro del Friül-Venècia Júlia: Gaëtan Bille (2015)
- Dorpenomloop Rucphen: Aidis Kruopis (2016)
- Nokere Koerse: Timothy Dupont (2016)
- A través de les Ardenes flamenques: Timothy Dupont (2016)
- Tour d'Overijssel: Aidis Kruopis (2016)
- Gran Premi Criquielion: Timothy Dupont (2016)
- Memorial Philippe Van Coningsloo: Timothy Dupont (2016)
- Halle-Ingooigem: Dries De Bondt (2016)
- Omloop Het Nieuwsblad sub-23: Elias Van Breussegem (2016)
- Fletxa del port d'Anvers: Timothy Dupont (2016)
- Fletxa costanera: Timothy Dupont (2016)
- Campionat de Flandes: Timothy Dupont (2016)
- Fletxa de Gooik: Aidis Kruopis (2016)

### A les grans voltes
- Giro d'Itàlia
  - 0 participacions

- Tour de França
  - 0 participacions

- Volta a Espanya
  - 0 participacions

## Composició de l'equip
| \| Llista de l'equip 2016 \| Llista de l'equip 2016 \| Llista de l'equip 2016 \| Llista de l'equip 2016 \| \| Ciclista \| Data de naixement \| Equip previ \| \| \| ------------------------------------------- \| ---------------------- \| --------------------------------------- \| ---------------------- \| \| Didier Bats \| 23 de gener de 1993 \| \| \| \| Joeri Calleeuw \| 5 de agost de 1985 \| Geldhof Jielker (2014) \| \| \| Sander Cordeel \| 7 de novembre de 1987 \| Vastgoedservice-Golden Palace (2015) \| \| \| Dries De Bondt \| 4 de juliol de 1991 \| Josan-To Win (2014) \| \| \| Louis De Rycke \| 13 de setembre de 1994 \| \| \| \| Tim De Troyer \| 11 de agost de 1990 \| Wanty-Groupe Gobert (2015) \| \| \| Brecht Dhaene \| 29 de novembre de 1988 \| Astellas (2015) \| \| \| Benjamin D'Hondt \| 29 de octubre de 1993 \| \| \| \| Timothy Dupont \| 1 de novembre de 1987 \| Roubaix Lille Métropole (2015) \| \| \| Jan Ghyselinck \| 24 de febrer de 1988 \| Wanty-Groupe Gobert (2015) \| \| \| Aidis Kruopis \| 26 de octubre de 1986 \| An Post-ChainReaction (2015) \| \| \| Christophe Prémont \| 22 de novembre de 1989 \| Wallonie-Bruxelles (2014) \| \| \| Kai Reus (1 de gen–16 de març, Nota) \| 11 de març de 1985 \| Parkhotel Valkenburg Continental (2014) \| \| \| Elias Van Breussegem \| 10 de abril de 1992 \| VL Technics-Abutriek (2014) \| \| \| Stef Van Zummeren \| 20 de desembre de 1991 \| Team 3M (2014) \| \| \| Jari Verstraeten \| 8 de febrer de 1989 \| \| \| \| Gianni Vermeersch (1 de abr–31 de des) \| 19 de novembre de 1992 \| Marlux-Napoleon Games (2016) \| \| \| Arjen Livyns (1 de ago–31 de des, aprenent) \| 1 de setembre de 1994 \| VL Technics-Experza-Abutriek (2016) \| \| \| \| \| \| \| \| Fonts: ProCyclingStats Cycling Archives \| \| \| \|Nota: Kai Reus, canvi d'equip |                        |                                         |  |
| Llista de l'equip 2016 |                        |                                         |  |
| Ciclista | Data de naixement      | Equip previ                             |  |
| Didier Bats | 23 de gener de 1993    |                                         |  |
| Joeri Calleeuw | 5 de agost de 1985     | Geldhof Jielker (2014)                  |  |
| Sander Cordeel | 7 de novembre de 1987  | Vastgoedservice-Golden Palace (2015)    |  |
| Dries De Bondt | 4 de juliol de 1991    | Josan-To Win (2014)                     |  |
| Louis De Rycke | 13 de setembre de 1994 |                                         |  |
| Tim De Troyer | 11 de agost de 1990    | Wanty-Groupe Gobert (2015)              |  |
| Brecht Dhaene | 29 de novembre de 1988 | Astellas (2015)                         |  |
| Benjamin D'Hondt | 29 de octubre de 1993  |                                         |  |
| Timothy Dupont | 1 de novembre de 1987  | Roubaix Lille Métropole (2015)          |  |
| Jan Ghyselinck | 24 de febrer de 1988   | Wanty-Groupe Gobert (2015)              |  |
| Aidis Kruopis | 26 de octubre de 1986  | An Post-ChainReaction (2015)            |  |
| Christophe Prémont | 22 de novembre de 1989 | Wallonie-Bruxelles (2014)               |  |
| Kai Reus (1 de gen–16 de març, Nota) | 11 de març de 1985     | Parkhotel Valkenburg Continental (2014) |  |
| Elias Van Breussegem | 10 de abril de 1992    | VL Technics-Abutriek (2014)             |  |
| Stef Van Zummeren | 20 de desembre de 1991 | Team 3M (2014)                          |  |
| Jari Verstraeten | 8 de febrer de 1989    |                                         |  |
| Gianni Vermeersch (1 de abr–31 de des) | 19 de novembre de 1992 | Marlux-Napoleon Games (2016)            |  |
| Arjen Livyns (1 de ago–31 de des, aprenent) | 1 de setembre de 1994  | VL Technics-Experza-Abutriek (2016)     |  |
| |                        |                                         |  |
| Fonts: ProCyclingStats Cycling Archives |                        |                                         |  |

## Classificacions UCI

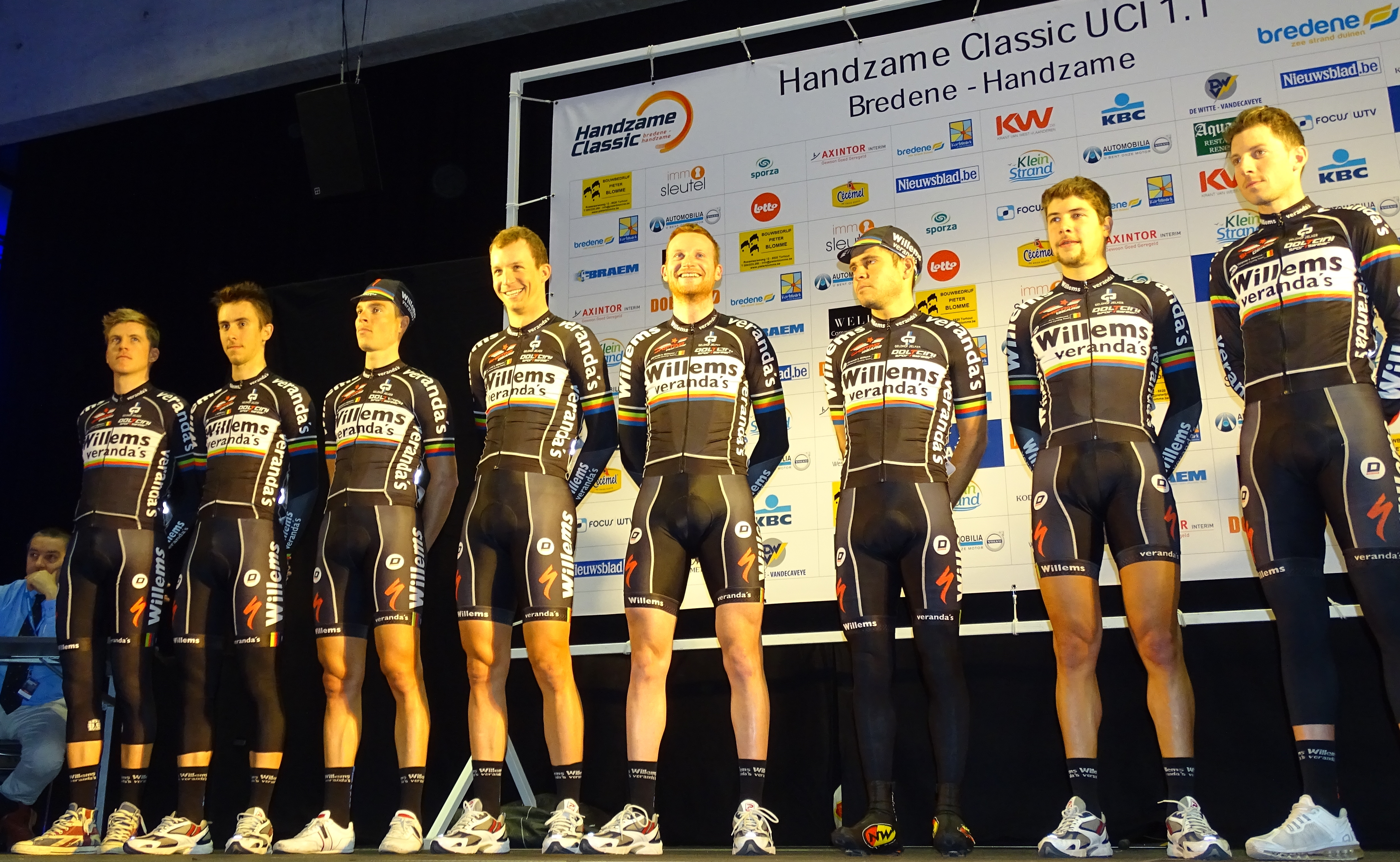
L'equip al 2015

L'equip participa en els Circuits continentals de ciclisme. La següent classificació estableix la posició de l'equip en finalitzar la temporada.
UCI Àsia Tour
| Temporada | Classificació per equips | Millor ciclista en la classificació individual |
| --------- | ------------------------ | ---------------------------------------------- |
| 2016      | 75è                      | Aidis Kruopis (294è)                           |

UCI Europa Tour
| Temporada | Classificació per equips | Millor ciclista en la classificació individual |
| --------- | ------------------------ | ---------------------------------------------- |
| 2013      | 80è                      | Olivier Pardini (392è)                         |
| 2014      | 35è                      | Gaëtan Bille (54è)                             |
| 2015      | 5è                       | Dimitri Claeys (3r)                            |
| 2016      | 7è                       | Timothy Dupont (2n)                            |